# Ichneutica plena
Ichneutica plena là một loài bướm đêm thuộc họ Noctuidae. Nó là loài đặc hữu của New Zealand.